# 陳訓悆
陈训悆（1907年7月27日—1972年10月15日），字叔兑，浙江省宁波府慈溪县官桥村（今余姚市三七市镇）人，中华民国报人。曾任中央社总编辑及中国国民党的《中央日报》、《香港時報》社长。

## 生平
陈训悆生于清朝末年浙江省宁波府慈溪县官桥村（今余姚市三七市镇），是陈布雷、陈训慈之弟，因家中排行第六，故又称作“六先生”。
陈训悆早年毕业于上海同文书院，后在上海特别市政府任职，从事宣传及新闻联络。抗日战争爆发后赴香港，在中国国民党海外部驻港办事处工作，不久，任香港《国民日报》社社长。日军占领香港后，赴重庆，任《中央日报》总编辑。抗日战争胜利后，任中国国民党中央宣传部南京特派员，负责接收日伪报社。随后赴上海，任《申报》总经理兼总编辑。1948年，当选行宪第一届立法院立法委员。
1949年赴台湾，历任台湾中央通讯社总编辑、《中央日报》社社长、中央通讯社香港分社主任、《香港時報》社长、管理委员会主任委员等职。

## 逝世
1972年10月15日，陈训悆因心脏病於台灣大學附屬醫院駕鶴西翔，年六十六歲。10月24日舉行公祭，蔣中正題贈「志業遺徽」，葬陽明山第一公墓。他是逝世前八個月辭去《香港時報》社長職務，全家遷回台灣。11月4日，香港文教界舉行追悼會。

## 延伸阅读
- 林耀国，百无一用是书生：陈布雷家族的历史悲歌，新浪网，2007年11月9日 （页面存档备份，存于）